# Lendy
Lendy (dodatkowa nazwa w j. kaszub. Lãdë, niem. Lendy) – wieś kaszubska w Polsce położona w województwie pomorskim, w powiecie chojnickim, w gminie Brusy na północnej granicy Zaborskiego Parku Krajobrazowego. Wieś jest częścią składową sołectwa Przymuszewo.
Wieś królewska Lędy położona była w II połowie XVI wieku w powiecie tucholskim województwa pomorskiego. W latach 1975–1998 miejscowość administracyjnie należała do województwa bydgoskiego.

## Historia
15 listopada 1906 r. w miejscowej szkole elementarnej rozpoczął się strajk dzieci przeciwko nauczaniu religii w języku niemieckim (jego dalszy przebieg nie jest znany). Z uczestników strajku znane są nazwiska następujących dzieci: B., S., A. Synakowie, E., F., B. Smentkowie, Tyskowski, Kozieł, Stoltmann, Meller, von Orłowski, Maliszewski, Gronalewski, Rekowski, Werra. Strajk był elementem znacznie większej akcji biernego oporu wobec pruskich władz szkolnych, która na przełomie 1906 i 1907 r. objęła ponad 460 (!) szkół w prowincji Prusy Zachodnie, czyli przedrozbiorowe Pomorze Gdańskie, Powiśle, ziemię chełmińską i ziemię lubawską oraz część Krajny. Inspiracją dla strajków pomorskich były wcześniejsze działania dzieci w prowincji wielkopolskiej, ze słynnym strajkiem we Wrześni (1901) na czele.